# 中国人民大学附属中学朝阳学校
中国人民大学附属中学朝阳学校（简称人大附中朝阳学校或人朝）位于中国北京市朝阳区，是朝阳区教委引进人大附中优质教育资源合办的十二年制公立学校，2011年9月建立小学和初中部，2013年增设高中部。该学校由中国人民大学附属中学主办，并由朝阳区教委主管。人大附中朝阳学校目前有六个校址，总部位于太阳宫。
人大附中朝阳学校是朝阳区的一类学校、朝阳区统招录取分数线的头部学校。已经连续七年中考平均分区排第一。初三中考学生优秀生（高分段）总人数、优秀率每年一直稳定在朝阳区最前列。获有“全国文明校园”称号。
人大附中朝阳学校与北京市第八十中学、北京市陈经纶中学、清华附中朝阳学校、北京中学、北京市朝阳外国语学校合称“朝阳六小强”。2023年5月与人大附中朝阳实验学校和北京市樱花园实验学校组成人大附中朝阳学校教育集团。

## 校区
人大附中朝阳学校“一校六址”

### 太阳宫校区（东校区）
是人大附中朝阳学校的总部和初中部，有整个初中三个年级，位于太阳宫南街8号（地铁10号线芍药居站F出口向东200米），主管校长是李燕。划片入学，有70多个班，每班40人，按小学成绩分班。设有食堂，图书阅览室，体育馆，景观园，一个操场，四个篮球场，博学楼（旧称初中楼），崇德楼（旧称高中楼）。

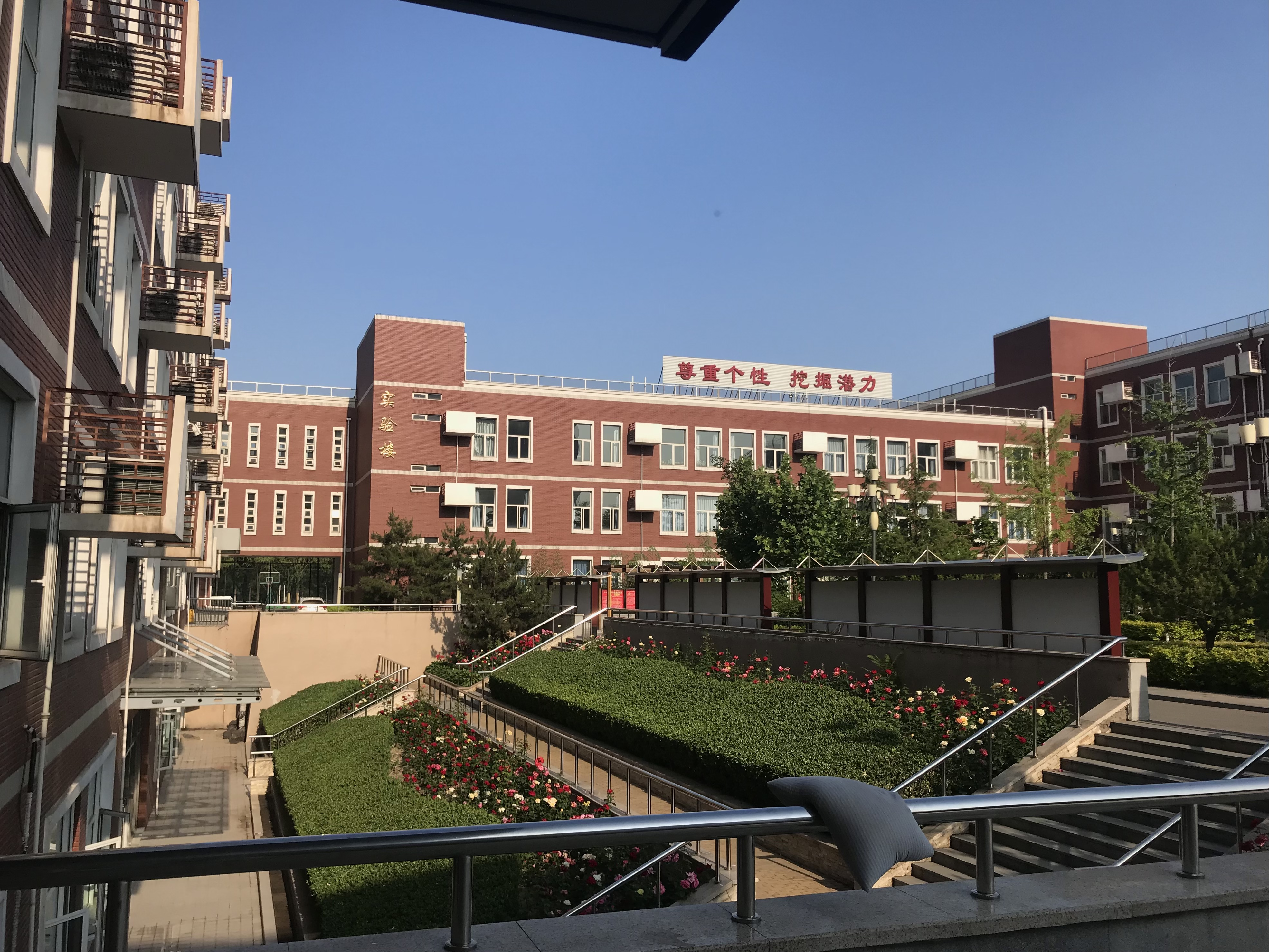
崇德楼
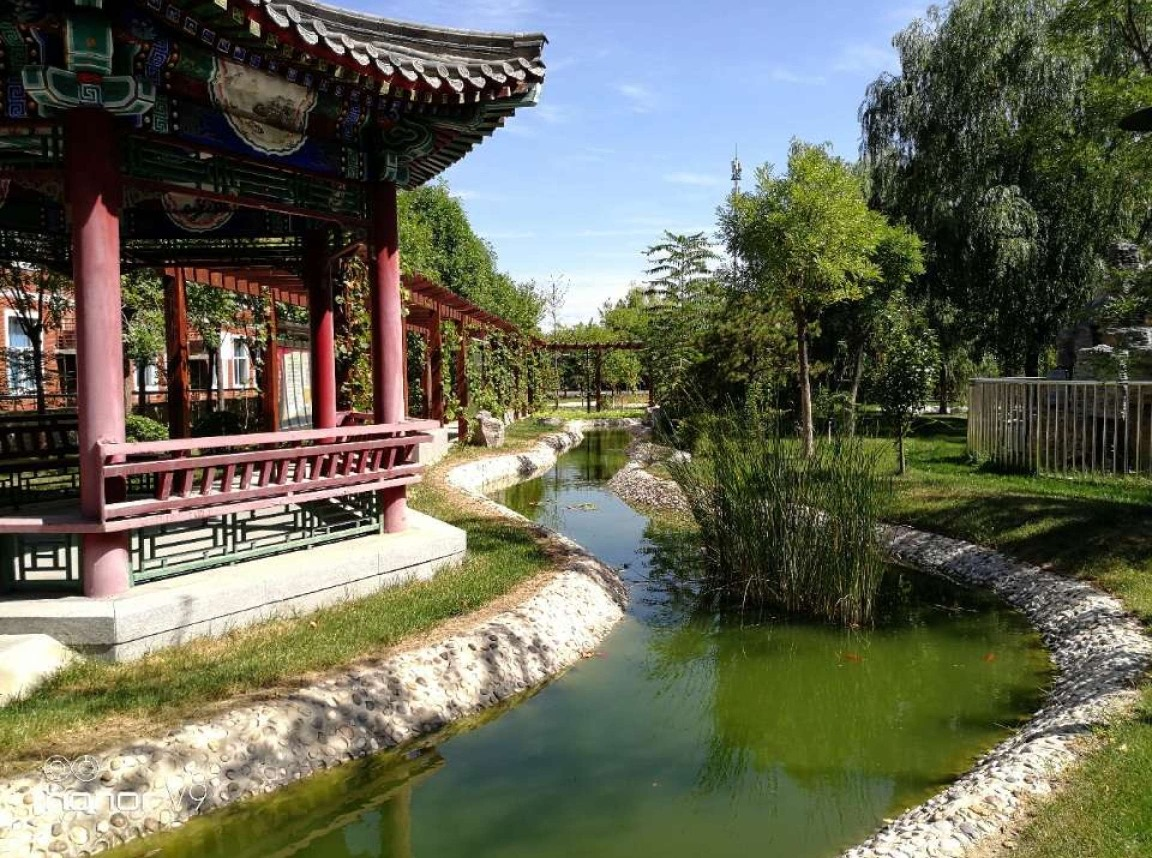
心语园
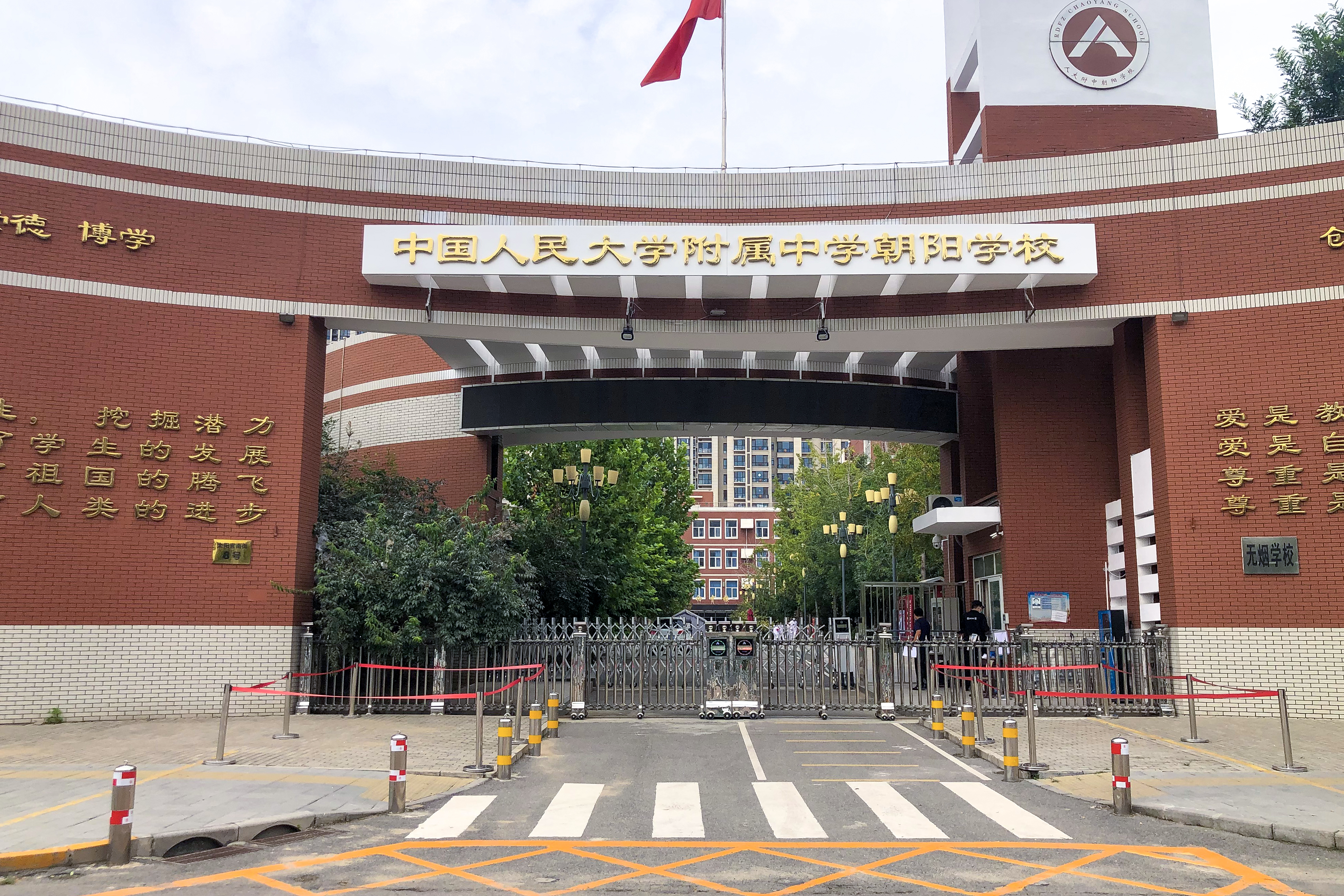
南门

### 303校区（西校区）
小学部，有三到六年级，位于芍药居北里303号，主管校长是李梅。设有食堂（只让五、六年级学生使用），体育馆，操场，看台，篮球场。

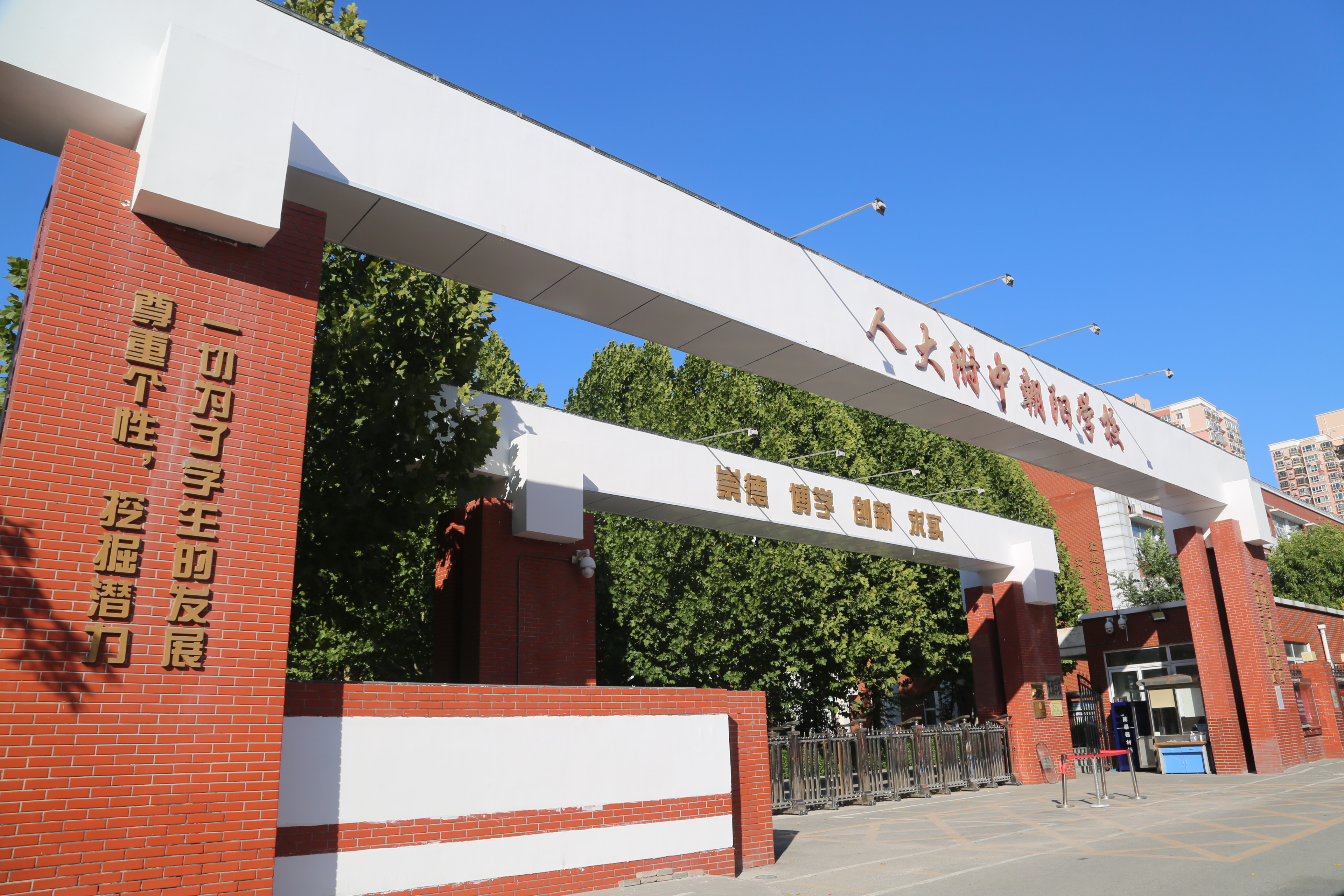
南门
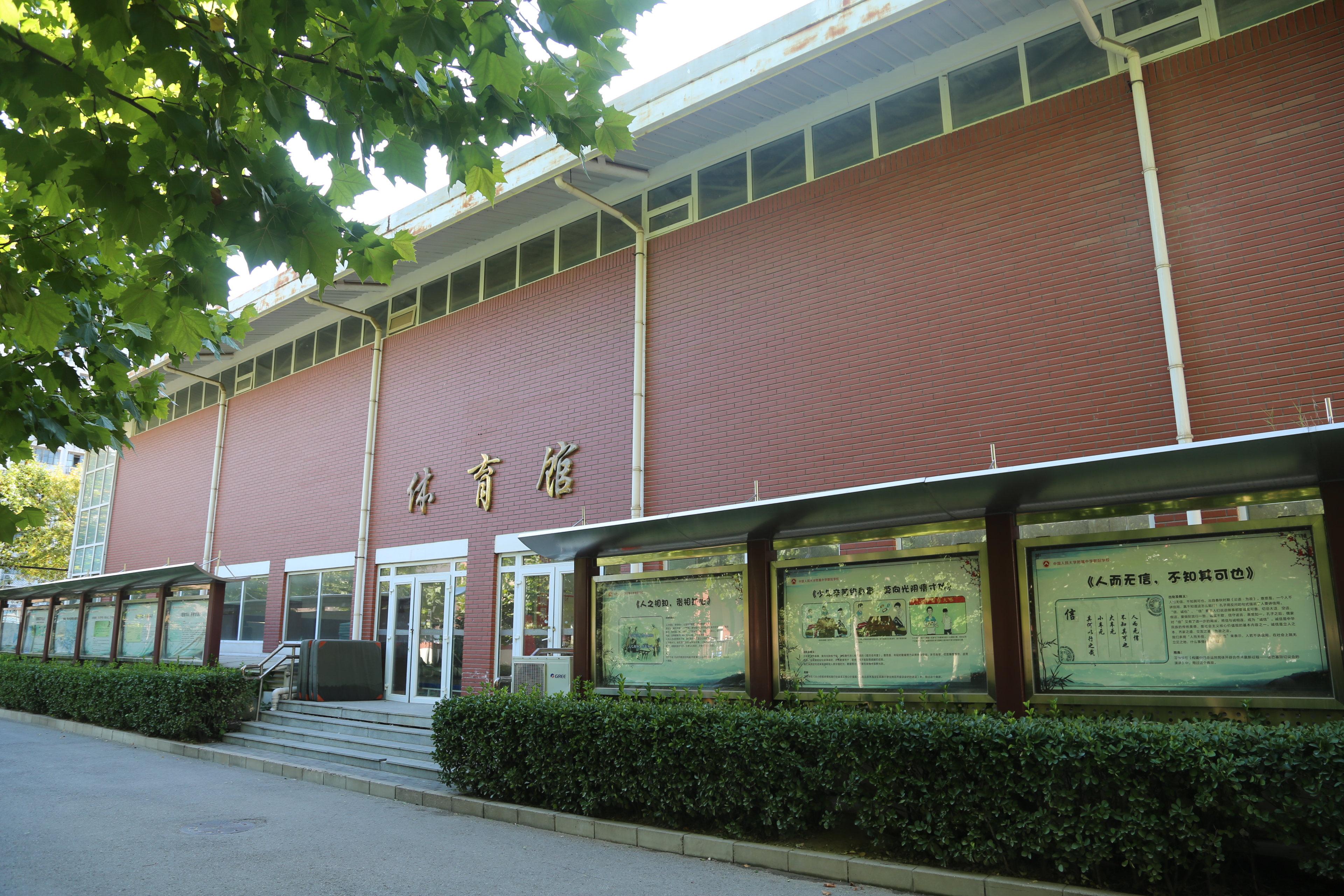
体育馆
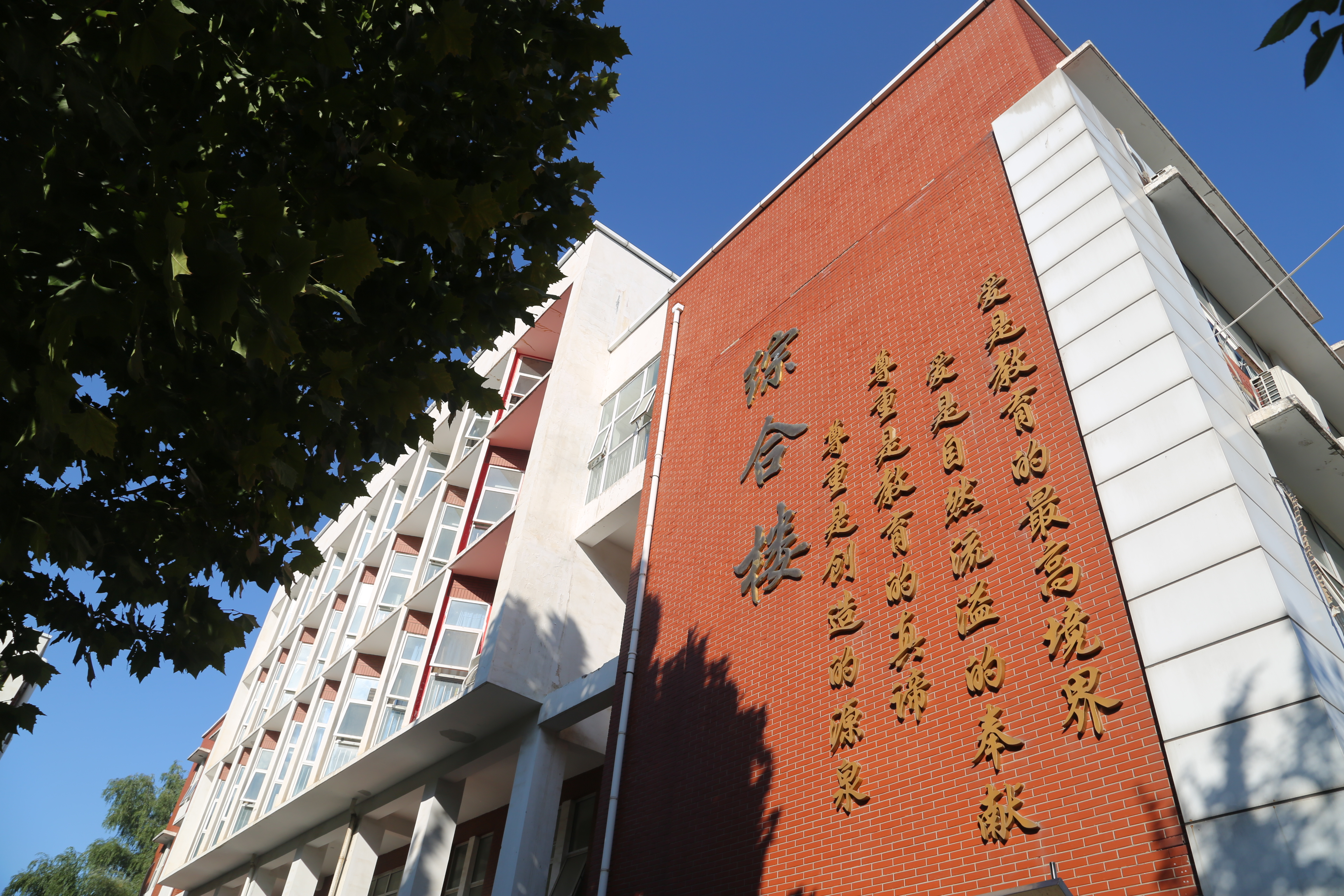
综合楼

### 212校区

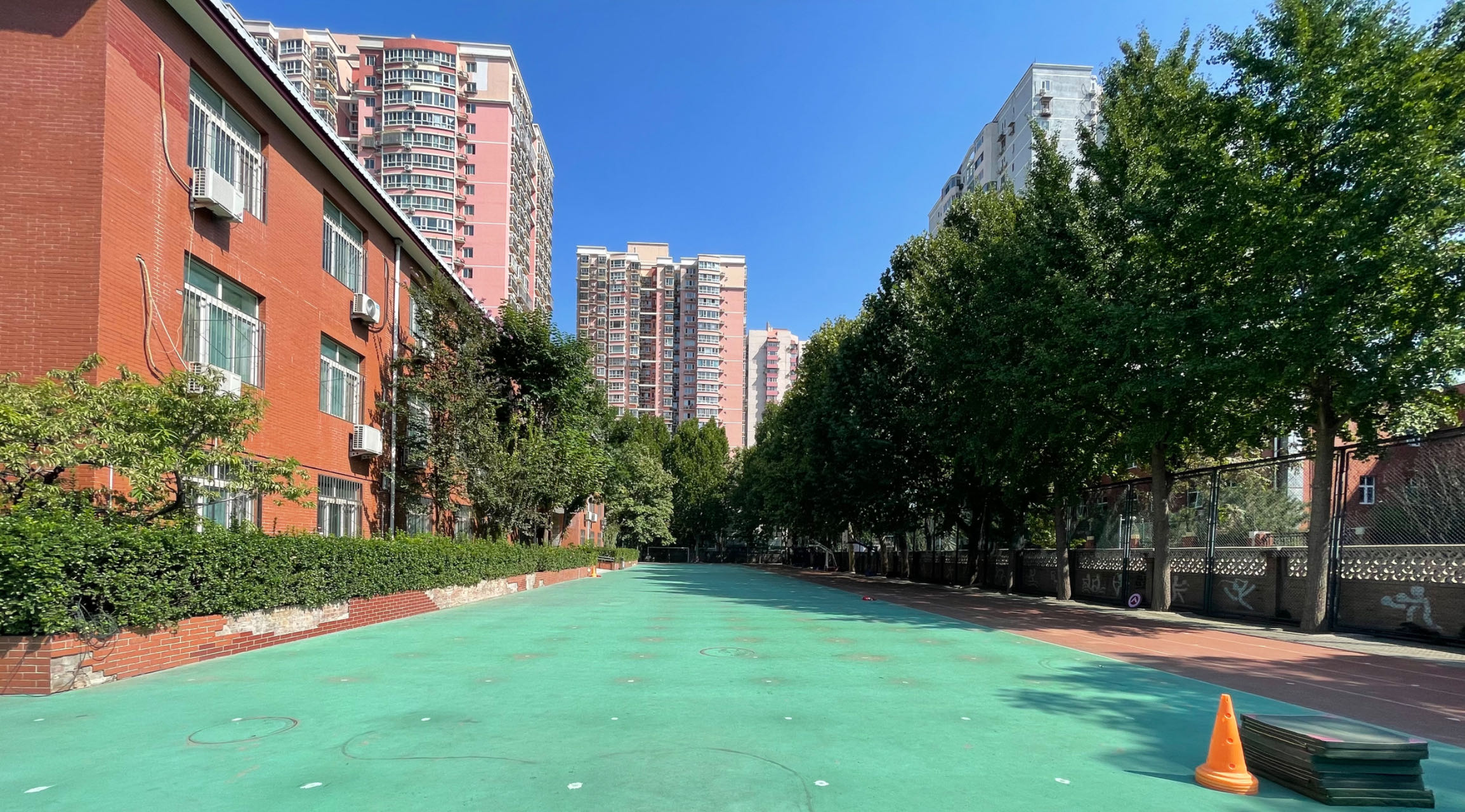
212校区

小学部，只有一年级和二年级，位于芍药居北里212号，位于303校区对面，由李梅主管。设有小操场和篮球场。

### 和平西桥校区

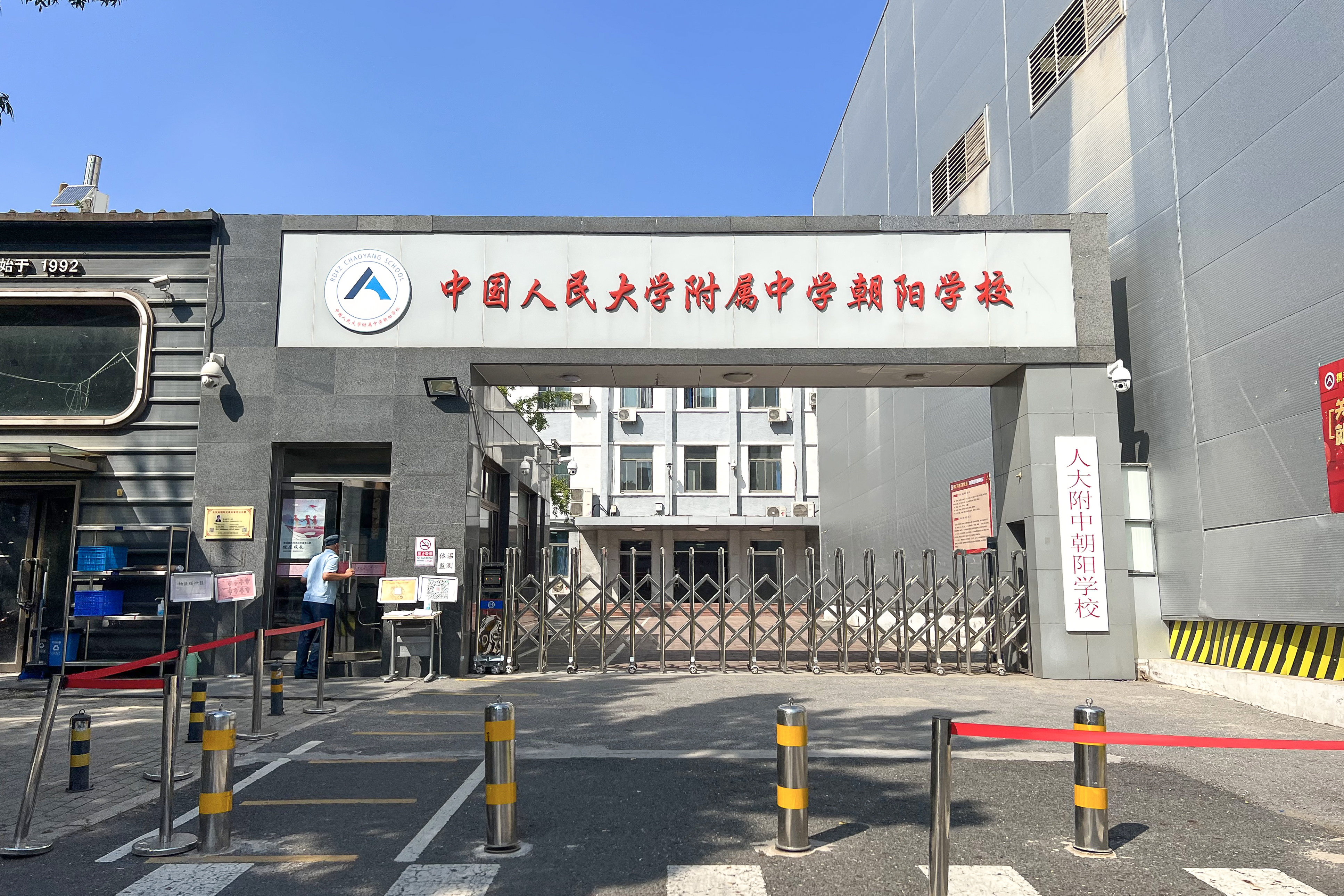
和平西桥校区

小学部，只有一年级和二年级，位于北三环东路17号（和平西桥西），李梅主管。

### 凤凰城校区
高中部，2013年建立，有整个高中三个年级，位于太阳宫南街凤凰城西侧，主管校长是冯怡，按中考和分班考试成绩分成6个实验班和6个普通班，实验班为第一实验班、第二实验班、第三实验班和科技特长班。每班40人，有食堂，图书馆，操场，篮球场，体操室，学生宿舍。

### 安华校区
（待补充）

### 朝阳港校区(在建)
朝阳港校区位于十八里店地区，2023年12月26日开建，分为一期义教部，二期高中部。
义教部项目规划办学规模为63个班的九年一贯制学校，其中包括42个小学班和21个初中班，可提供学位数2520个。总建筑面积达46000余平方米，计划于2025年交付使用。
该项目后续还将建设二期高中部，规划办学规模为72个班的高级中学，规划总建筑面积99000平方米，计划2024年开工建设，2026年建成并投入使用。

## 师资
目前学校有特级教师15人，博士教师38人，正高级教师7人，硕士教师300多名，市区级骨干教师、市区级以上优秀青年教师、市区以上优秀班主任、市区级学科带头人共计220多名。

## 教学特色

### 社团
人朝的学生社团群蓬勃向上、深受欢迎。学生自主成立与教师专长辅导相结合的学校社团拥有天文社 、趣味实验社、 动画剪辑、 花式篮球等学生社团157个，近年在不同学期小学35个、初中社团69个、高中社团43个。在小学、初中、高中贯通成立的DI社团已处国内中小学顶尖水平，在国际、全国、北京市比赛中取得70多项优秀成绩，曾在全球DI大赛中代表中国中学生赴美参赛获亚洲区第一名；学校艺术体操、舞蹈团、合唱团多次荣获市区艺术节比赛集体一等奖；艺术体操队多次荣获全国、北京市艺术体操锦标赛冠军；啦啦操队获得北京市、朝阳区啦啦操比赛一等奖。

### 选修课
开设DI创新思维课程、科学素养系列、德语与文化、货币风云、牛奶可乐经济学等选修课，这些课程形成传统文化特色系列、DI创新思维课程、科学素养系列、现代文明系列等247门校本选修课。其中京内外研学之旅社会实践课，如“传统文化研学之旅研学课程”、“非物质文化遗产调查研究课程”，辩论社、天文社 、趣味实验社、 动画剪辑等是实践研学。

## 教育成果

### 成绩
2024年高考毕业人数258人，最高分690分，第一实验班平均660分，650分以上占比25%，600分以上占比60%，平均603分
2024年中考语数外三门单科区第一、三门总分区第一，三门平均分区第一，总分连续第七年全区中考第一，最高667分。

### 荣誉
“天使之声”合唱团2020.12获第十五届中国国际合唱节及国际合唱联盟教育大会“一级合唱团”称号。
2022-2023学年，在科技方面获得国际奖项17人次，国家级奖项145人次、市级奖项279人次；学生在舞蹈、声乐、器乐、绘画、书法、剪纸等领域就获得国际级奖项66人次，国家级奖项526人次、市级奖项515人次其中，国际一等奖和金奖共22项。全校学生在各类比赛中，近几年获国际奖项共计270项次，国家级奖项共计2656余项，市区级奖项共计8400多项。
2023年3月，高中部“百川”辩论社获得华语辩论世界杯赛八强。